# Hyarotis adrastus
Hyarotis adrastus, thường được biết đến với tên the Tree Flitter, là một loài bướm thuộc họ Bướm nhảy.

## Miêu tả
Male and female, dark chocolate-brown. Upperside, forewing with three small conjugated subapical semi-transparent white spots, three similar and larger discal spots, and a fourth above them withtrong cell. Underside darker brown basally, paler exteriorly; forewing with spots as above, bordered externally by a suffused dark brown streak; hindwing with a double series of white dark brown-outer-bordered lunules crossing the middle of the wing, beyond which is a submarginal series of suffused dark brown spots. Palpi, thorax, and abdomen beneath pale greyishbrown. Legs brown. Cilia yellowish- white, spotted with pale brown.— E. Y. Watson

## Phân bố
Bengal. (Moore in P. Z. S.) Recorded from Ceylon (Hutchison, Wade, Mackwood); Andamans, Cachar (Wood-Mason and de Niceville); Sikkim (de Niceville; Elwes); Calcutta (de Niceville); Kumaon
(Doherty); Kangra, N.-W. Himalayas (Moore) Orissa (Taylor); Nilgiris (Hampson).

## Hình ảnh

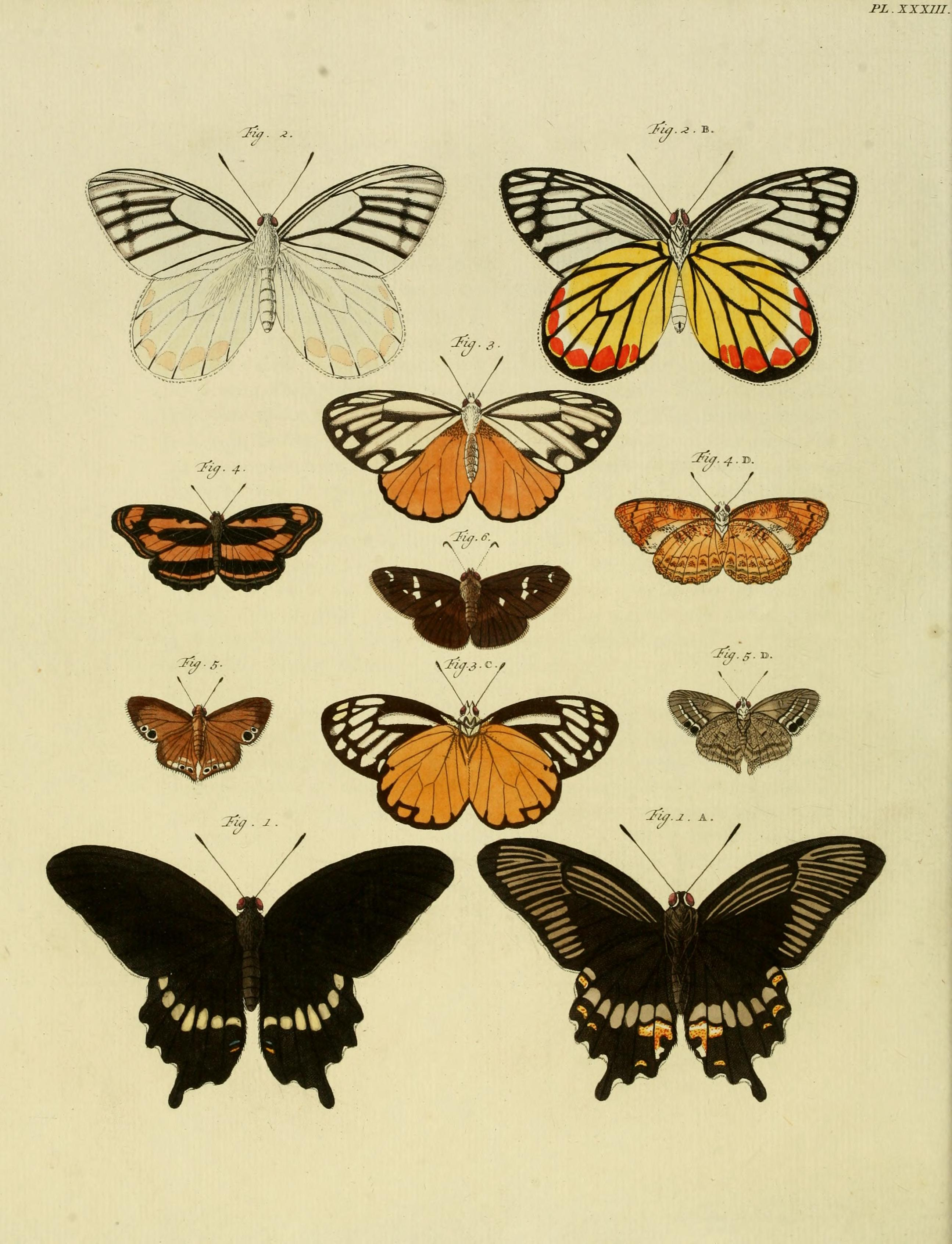
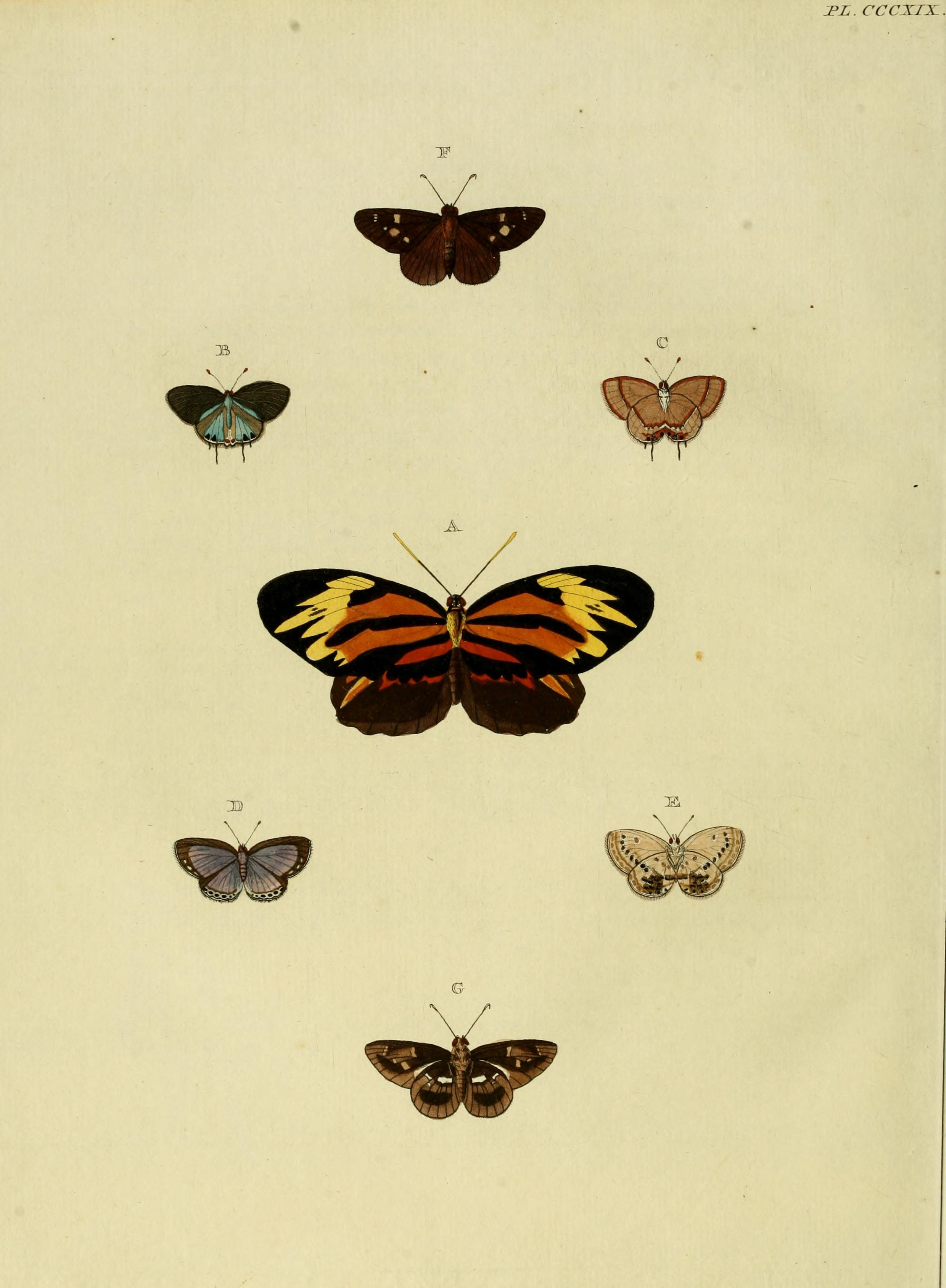
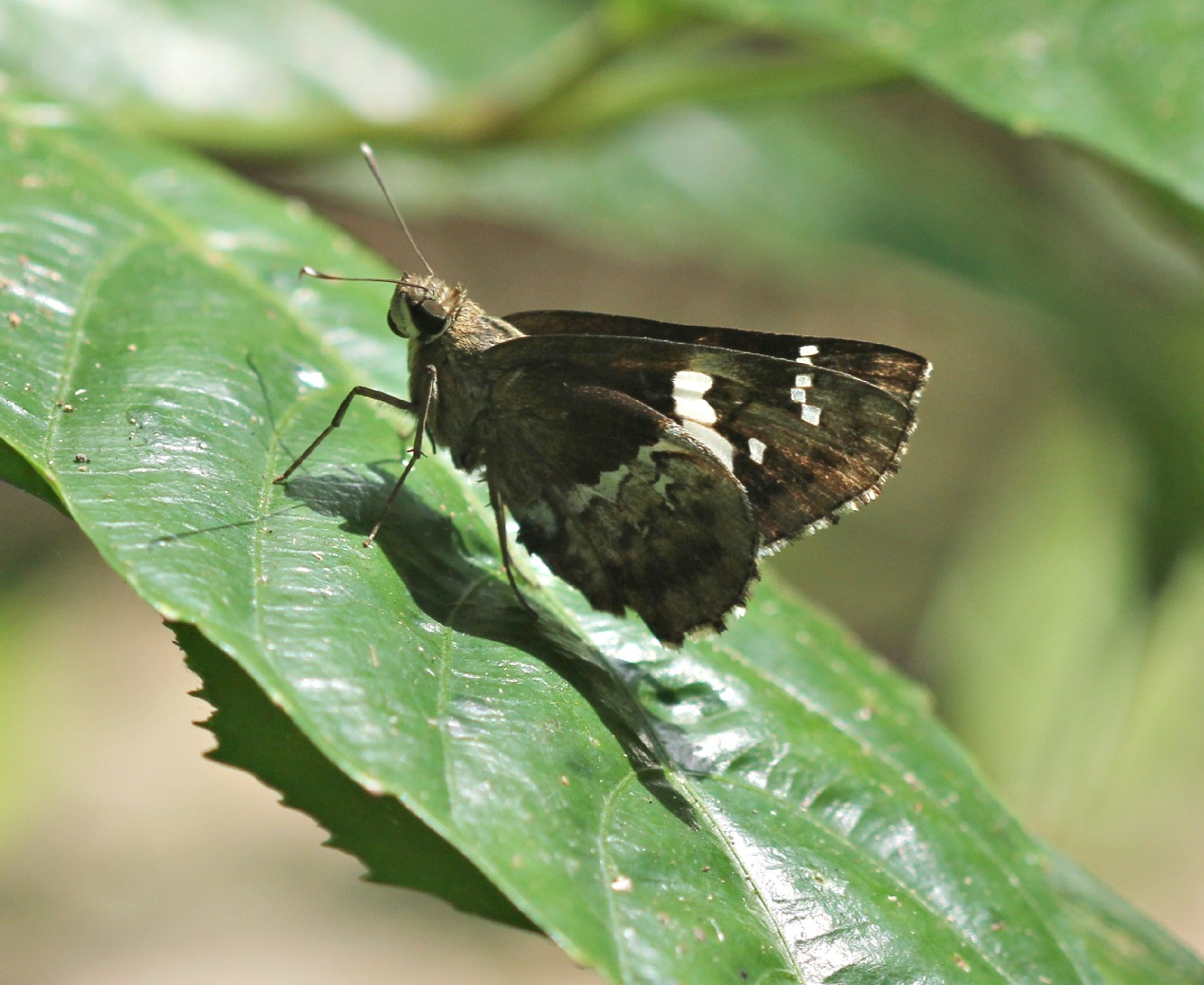
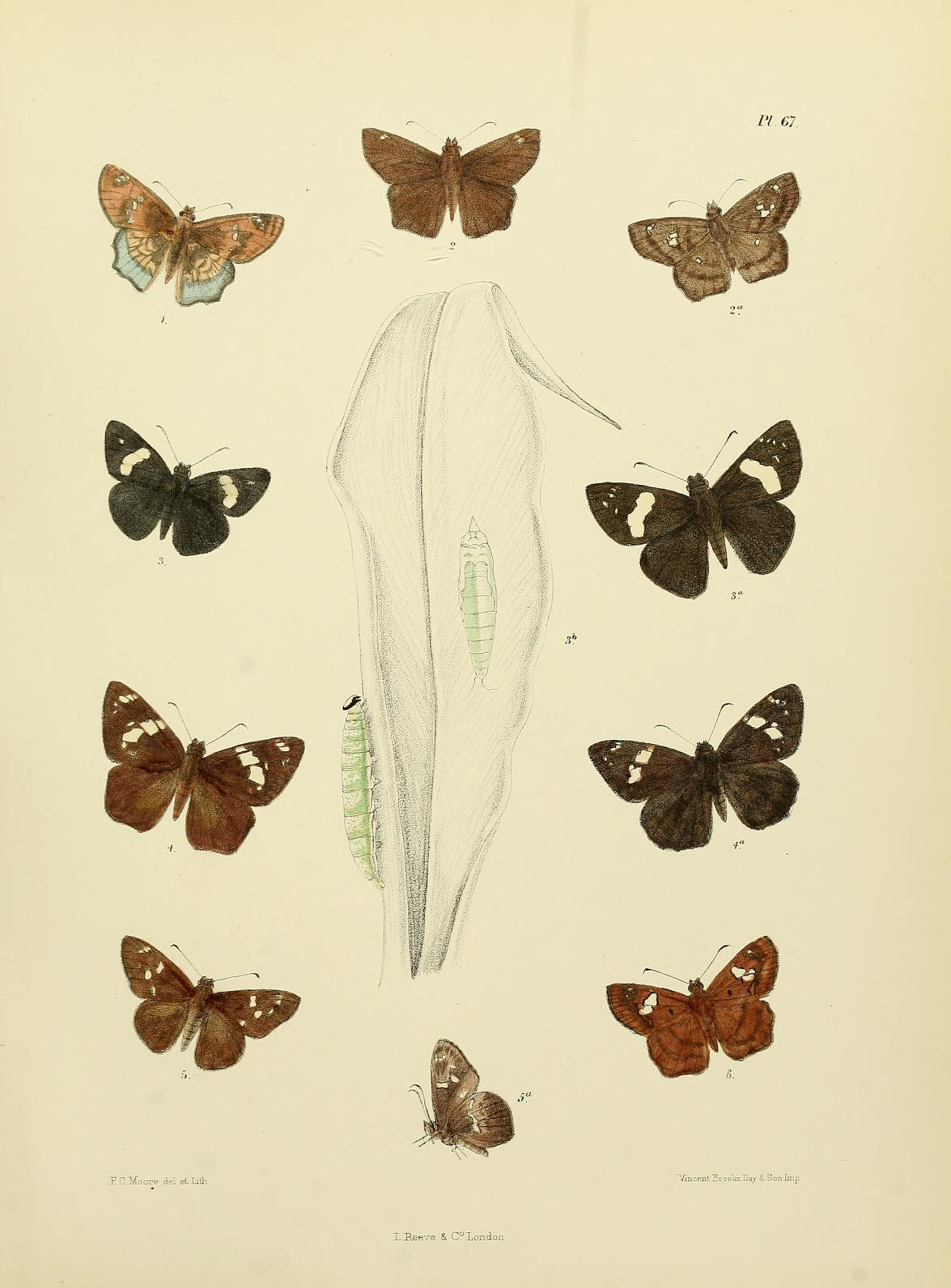